# KK Jedinstvo Bijelo Polje
Le Košarkaški Klub Jedinstvo Bijelo Polje (en cyrillique : Кошаркашки клуб Јединство Бијело Поље), souvent appelé Jedinstvo 1950, est un club professionnel masculin de basket-ball basé à Bijelo Polje, au Monténégro. L’équipe évolue en Erste Liga et dispute ses rencontres à domicile au Nikoljac Hall, d’une capacité de 2 000 places. Le club est sponsorisé par Meridianbet.
Le club gère également une école de basket-ball ouverte à tous les âges et à tous les niveaux.

## Historique
KK Jedinstvo a été fondé en 1950. De 1994 à 1998, il a évolué sous le nom de Jugotes TNN. Pendant la période de la RFS de Yougoslavie et de la RF de Yougoslavie, le club a principalement joué dans les divisions inférieures. Sa seule apparition en première division a eu lieu lors de la saison 1994-95, où il a terminé à la 15ᵉ place. Depuis l’indépendance du Monténégro et la création du championnat national lors de la saison 2006-07, le club y participe régulièrement.

## Classement de la saison
| - 2006-07 : 8e - 2007-08 : 9e - 2008-09 : 9e - 2009-10 : 10e - 2010-11 : 6e - 2011-12 : 9e | - 2012-13 : 7e - 2013-14 : 8e - 2014-15 : 8e - 2015-16 : 8e - 2016-17 : 9e - 2017-18 : 8e | - 2018-19 : 6e - 2019-20 : Annulé en raison de la pandémie de coronavirus - 2020-21 : 10e - 2021-22 : 6e - 2022-23 : 7e - 2023-24 : 12e - 2024-25 : |